# اوشري كوهين
اوشري كوهين (بالعبرية: אושרי כהן‏) (و. 1984 – م) هو ممثل، وممثل مسرحي، من إسرائيل، ولد في اللد.

## جوائز
حصل على جوائز منها:
- جائزة إسرائيل للمسرح  [لغات أخرى]‏
- جائزة الأسد الذهبي.

## وصلات خارجية
- اوشري كوهين على موقع IMDb (الإنجليزية)
- اوشري كوهين على موقع روتن توميتوز (الإنجليزية)
- اوشري كوهين على موقع ألو سيني (الفرنسية)
- اوشري كوهين على موقع قاعدة بيانات الأفلام السويدية (السويدية)
- اوشري كوهين على موقع قاعدة بيانات الفيلم (الإنجليزية)
- اوشري كوهين على موقع كينوبويسك (الروسية)